# Дублинский аэропорт
Дублинский аэропорт (ирл. Aerfort Bhaile Átha Cliath; (ИАТА: DUB, ИКАО: EIDW) — международный аэропорт, расположенный в 11 км от центральной части Дублина. Аэропорт имеет два пассажирских терминала и является главными воздушными воротами Республики Ирландия и острова Ирландия в целом. Пассажиропоток составляет порядка 23,5 млн человек в год, из них более 95 % приходится на международные рейсы.

## История
В 1936 году после создания в Ирландии первой гражданской авиакомпании Aer Lingus, первоначально выполнявшей свои рейсы с военного аэропорта расположенного в Барданелле, было принято решение о строительстве гражданского аэропорта в Дублине. Строительство нового аэропорта было начато в 1937 году. Первый рейс из Дублина в направлении Ливерпуля состоялся 19 января 1940 года. Первый терминал аэропорта был открыт в начале 1941 года. После начала Второй мировой войны деятельность аэропорта была в значительной степени свернута, до 1945 года выполнялся единственный регулярный гражданский рейс до Ливерпуля. В 1947 году количество взлетно-посадочных полос было увеличено до трёх, все они были с бетонным покрытием.
На протяжении 1950-х годов непрерывно рос объём перевозок. Количество компаний пользовавшихся услугами аэропорта постепенно увеличивалось. К 1969 году годовой пассажиропоток оставлял 1 700 000 человек, а с появлением широкофюзеляжных самолётов, к началу 1970-х увеличился до 5 000 000 человек. В 1980-х компания Aer Lingus ввела ряд маршрутов внутри Ирландии и маршруты к небольшим региональным аэропортам Соединенного Королевства. Однако крупного роста пассажиропотока не наблюдалось, данный показатель к середине 1980-х, составлял порядка 5 100 000 человек в год. В 1993 году правительство Ирландии подписало соглашение с США, которое позволило авиакомпаниям, пользующимся услугами аэропорта совершать трансатлантические перелеты без дозаправки в аэропорту Шаннон. Таким образом на фоне роста экономики Ирландии в целом, к середине 2000-х годов пассажиропоток аэропорта вырос до 20 000 000 пассажиров в год.

## Происшествия
29 ноября 1975 года в аэропорту произошёл теракт. В результате атаки погиб один человек, ещё несколько людей получили ранения. Ответственность за произошедшее взяла на себя Ассоциация обороны Ольстера, лоялистская военизированная организация из Северной Ирландии.

## Авиакомпании и направления
| Авиакомпании          | Пункты назначения |
| --------------------- | --- |
| Aegean Airlines       | Афины |
| Air Baltic            | Рига |
| Air Canada            | Ванкувер, Монреаль, Торонто |
| Air France            | Париж |
| Air Transat           | Торонто |
| Aurigny               | Гернси |
| Blue Islands          | Джерси |
| British Airways       | Лондон |
| Croatia Airlines      | Загреб |
| Egypt Air             | Каир |
| Etihad Airways        | Абу-Даби |
| Eurowings             | Дюссельдорф |
| Finnair               | Хельсинки |
| Fly One               | Кишинёв |
| Hainan Airlines       | Пекин, Шэньчжэнь |
| HiSky                 | Кишинёв |
| Iberia Express        | Мадрид |
| Icelandair            | Рейкьявик |
| KLM                   | Амстердам |
| Loganair              | Инвернесс, Карлайл |
| Lufthansa             | Мюнхен, Франкфурт-на-Майне |
| Luxair                | Люксембург |
| Norwegian             | Осло, Копенгаген |
| Play                  | Рейкьявик |
| Qatar Airways         | Доха |
| Ryanair               | Аликанте, Альмерия, Амстердам, Афины, Базель, Бари, Барселона, Бергамо, Биарриц, Бирмингем, Бодрум, Болонья, Бордо, Борнмут, Братислава, Бристоль, Брюссель, Будапешт, Бухарест, Быдгощ, Валенсия, Варшава, Вильнюс, Вроцлав, Гамбург, Гданьск, Гётерборг, Гренобль, Даламан, Дерби, Дубровник, Жешув, Жирона, Задар, Зальцбург, Ибица, Кальяри, Каркасон, Катовице, Каунас, Кёльн, Киев, Краков, Ла-Рошель, Лансароте, Лас-Пальмас-де-Гран-Канария, Ливерпуль, Лидс, Лиссабон, Лодзь, Лондон, Лушань, Люксембург, Мадрид, Малага, Мальта, Манчестер, Марракеш, Мемминген, Милан, Мурсия, Мюнхен, Нант, Неаполь, Ницца, Ньюкасл, Палермо, Пальма-де-Майорка, Париж, Пафос, Пиза, Познань, Порту, Прага, Реус, Рига, Рим, Родез, Салоники, Сан-Симфорьен, Сантадер, Севилья, София, Сплит, Таллин, Тарб, Тенерифе, Тревизо, Турин, Фару, Франкфурт-на-Майне, Фуэртевентура, Ханья, Щецин, Эдинбург, Эйдховен |
| Scandinavian Airlines | Копенгаген, Осло, Стокгольм |
| SunExpress            | Измир, Стамбул |
| Tap                   | Лиссабон |
| Transavia France      | Париж |
| TUI                   | Чартерные рейсы |
| Turkish Airlines      | Стамбул |
| Vueling airlines      | Барселона |
| Westjet               | Галифакс, Калгари |
| Widerøe               | Берген |

| Авиакомпании                           | Пункты назначения |
| -------------------------------------- | --- |
| Aer Lingus                             | Абердин, Аликанте, Амстердам, Афины, Барселона, Берлин, Бильбао, Бирмингем, Бостон, Бристоль, Будапешт, Бургас, Варшава, Вашингтон, Вена, Венеция, Верона, Гамбург, Глазго, Джерси, Дубровник, Дюссельдорф, Женева, Измир, Каррикфин, Каслтаун, Катания, Керри, Лансароте, Лас-Пальмас-де-Гран-Канария, Лидс, Лион, Лиссабон, Лондон, Лос-Анджелес, Мадрид, Майами, Малага, Манчестер, Марсель, Милан, Мюнхен, Неаполь, Ницца, Нью-Йорк, Ньюкасл, Ньюквэй, Орландо, Париж, Перпиньян, Пиза, Прага, Пула, Ренн, Рим, Сан-Франциско, Сантьяго-де-Компостела, Сиэтл, Сплит, Торонто, Тулуза, Фару, Филадельфия, Франкфурт-на-Майне, Фуэртевентура, Хартфорд, Цюрих, Чикаго, Эдинбург |
| American Airlines                      | Даллас, Филадельфия, Чикаго, Шарлотт |
| Delta Airlines                         | Атланта, Миннеаполис, Нью-Йорк |
| El Al                                  | Тель-Авив |
| Emerald Airlines (франшиза Aer Lingus) | Абердин, Брест (Франция), Белфаст, Бристоль, Бирмингем, Глазго, Донегал, Дуглас, Корк, Сент-Хелиер,Эксетер, Лидс, Ливерпуль, Манчестер, Ноттингем, Ньюкасл-Апон-Тайн, Ньюквей, Саутгемптон, Эдинбург, Кардифф |
| Emirates                               | Дубай |
| United Airlines                        | Вашингтон, Нью-Йорк, Чикаго |